# Molí de Can Camp
El Molí de Can Camp és un antic molí fariner situat en el terme municipal de Bigues i Riells, a la comarca del Vallès Oriental, dins del territori del poble de Riells del Fai.
Està situat en el sector de ponent del terme, a la dreta del Tenes poc després que aquest riu rebi l'afluència del torrent del Villar, just a ponent d'on travessa aquest riu la carretera BP-1432 pel Pont de Can Camp. És a llevant de la masia de Can Camp, a la qual pertanyia.